# Integrina
Les Integrines són els receptors que uneixen la cèl·lula i els teixits del voltant, que poden ser o bé altres cèl·lules o bé la matriu extracel·lular (MEC). També tenen un paper a la senyalització cel·lular i, per tant, defineixen la forma de la cèl·lula, la mobilitat i regulen el cicle cel·lular.
Típicament, els receptors informen a la cèl·lula sobre les molècules del seu voltant i llavors és quan la cèl·lula respon. Però no només duen a terme aquesta senyalització de l'exterior a l'interior, sinó que també operen a l'inrevés, de l'interior a l'exterior. És a dir, poden traduir informació des de la matriu extracel·lular fins a la cèl·lula i també descriure l'estat de la cèl·lula a l'exterior, permetent respostes ràpides i flexibles als canvis, com per exemple permetre la coagulació de la sang per part de les plaquetes.
Hi ha molts tipus d'integrines, i moltes cèl·lules tenen diferents tipus a la seva superfície. Les integrines tenen una destacable importància pels animals, a més s'ha observat que són presents a tots els animals investigats, des d'esponges fins a mamífers. Les integrines humanes han estat estudiades extensament.
Les integrines treballen juntament amb altres proteïnes com les cadherines, molècules d'adhesió cel·lular, i selectines per fer de mediadores entre cèl·lula i cèl·lula o entre cèl·lula i matriu (interacció i comunicació). Les integrines uneixen la superfície cel·lular i els components de la MEC com la fibronectina, vitronectina, col·lagen i laminina.

## Estructura
Les integrines són heterodímers que contenen dues cadenes diferents, una anomenada subunitat α (alfa) i l'altra β (beta). Als mamífers, s'han descrit 18 subunitats α i 8 β, mentre que el genoma de Drosophila codifica només per a 5 subunitats α i 2 subunitats β, i el nematode Caenorhabditis elegans posseeix dos gens α i 1 β. Tant les subunitats α com les β són proteïnes integrals de membrana, amb un gran domini extracel·lular i una petita cua carboxi-terminal citosòlica.
A més, variants d'algunes de les subunitats són formades per empalament diferencial, per exemple, existeixen 4 variants de la subunitat β1. De totes les diferents combinacions entre aquestes subunitats α i β, només es coneixen unes 24 combinacions, tot i que el nombre podria ser major.
Les integrines s'expandeixen per la membrana plasmàtica i en general tenen curts dominis citoplasmàtics d'aproximadament 40 a 70 aminoàcids. L'excepció és la subunitat β4, la qual té un domini citoplasmàtic de 1088 aminoàcids, aquest és un dels dominis citoplasmàtics més grans i coneguts de qualsevol proteïna de membrana. Fora de la membrana plasmática, les cadenes α i β es troben properes a una distància de 23 nm, i l'extrem N-terminal de cada cadena forma una regió d'unió al lligand.
La massa molecular de les subunitats de la integrina pot variar des de 90 kDa fins a 160 kDa. Les subunitats β tenen 4 seqüències repetides riques en cisteïna. Tant les subunitats α com les β s'uneixen a diversos cations divalents. La funció de la subunitat alfa és desconegut, però probablement estabilitzi els plegaments de la proteïna. Les subunitats beta són més interessants: es troben directament involucrades en la coordinació d'alguns dels lligams que uneixen les integrines.
Hi ha diverses maneres de categoritzar les integrines. Per exemple, un grup de les cadenes α tenen un element estructural addicional (o “domini”) inserit als seus N-terminals, el conegut com a domini alfa-A (perquè té una similaritat amb l'estructura dels dominis-A trobats a la proteïna von Willebrand factor, també anomenat el domini α-I). Les integrines que porten aquest domini poden, o bé unir-se a col·làgens (per exemple: les integrines 1 β1 i les α2 β1), o bé actuar com a molècules d'adhesió entre cèl·lula i cèl·lula (integrines de la familia de les β2). Aquest domini α-I és el lloc d'unió pels lligams de les integrines descrites. Aquelles integrines que no carreguin aquest domini també tenen un domini-A al lloc d'unió del seu lligams, però aquest domini-A es troba a la subunitat β.
En tots dos casos, els dominis-A tenen un màxim de tres llocs d'unió a cations divalents. Un es troba ocupat permanentment a concentracions fisiològiques de cations divalents, i pot carregar tant ions de calci com de magnesi, els quals són els principals cations divalents a la sang a concentracions mitjanes de 1.4mM (calci) i 0.8mM (magnesi). Els altres dos llocs d'unió són ocupats per cations quan es dona la unió als lligams (almenys aquelles unions per lligams que inclouen un aminoàcid àcid a les seves regions d'interacció). Un aminoàcid àcid es troba al lloc d'interacció amb integrines de moltes proteïnes de la MEC, com per exemple, com a part de la seqüència d'aminoàcids Arginina-Glicina-àcid aspàrtic (RGD segons el codi d'una lletra pels aminoàcids).

## Estructura d'alta resolució
Tot i els anys d'esforços, el descobriment de l'estructura d'alta resolució de les integrines va ser molt difícil. Les proteïnes de les membranes són difícilment purificades, i a més, les integrines són grans, complexos i es troben altament glicosilades. Imatges de baixa resolució d'extractes de la integrina GPIIbIIIa intacta, obtingudes mitjançant el microscopi electrònic, i fins i tot dades de tècniques indirectes, investigant les propietats de les integrines en solució utilitzant ultracentrifugació, van combinar-se amb alta resolució cristalogràfica fragmentada o amb dades obtingudes de la Radiació Magnètica Nuclear de dominis individuals o aparellats de cadenes d'integrines, i amb models moleculars postulats per la resta de les cadenes. Tanmateix, tot i els grans esforços, l'estructura cristal·lina de raigs X obtinguts per la regió del complex extracel·lular de la integrina αvβ3 va ser una sorpresa.
Això va demostrar que la molècula estava plegada formant una V invertida que apropen els llocs d'unió al lligam a la membrana de la cèl·lula. Probablement, va ser més important el fet que també va ser obtinguda l'estructura cristal·lina per a la mateixa integrina unida a un petit lligam que contenia la seqüència RGD (la droga cilengitida). Tal com ja s'ha comentat prèviament, això va rebel·lar finalment perquè els cations divalents (dels dominis-A) eren crítics per a la unió del lligam RGD a les integrines. Es creu que la interacció amb aquestes seqüències és una causa primària per la qual la MEC exerceix les seus efectes sobre el comportament cel·lular.
L'estructura fa que apareguessin molts dubtes, especialment pel que fa a la unió del lligam i a la traducció del senyal. El lloc d'unió al lligam es dirigeix de cara al terminal carboxil de la integrina, regió en la qual la molècula emergeix de la membrana cel·lular. Si emergeix de la membrana ortogonalment, el lloc d'unió al lligand serà aparentment obstruït, sobretot perquè els lligams de les integrines tendeixen a ser típicament massius, i components transversals de la MEC. De fet, se sap poc sobre l'angle pel qual les proteïnes travessen el pla de la membrana (és un problema molt difícil de solucionar amb les tecnologies actuals). L'estructura de la integrina ha fet que se li doni importància a aquest problema de falta d'informació, ja que probablement tingui implicacions en la forma de treballar de les proteïnes de la membrana.
Tot i que l'estructura cristal·lina va canviar molt poc després d'unir-se a la droga cilengitida, la hipòtesi actual afirma que la funció de la integrina inclou fer canvis en la forma per moure el lloc d'unió al lligam cap a una posició més accessible i apartada de la superfície de la cèl·lula, i aquesta forma també és destacable en la senyalització intracel·lular. I a més, aquest punt de vista es veu recolzat per múltiples articles bioquímics i sobre biologia cel·lular. Potser, l'evidència més convincent inclou l'ús d'anticossos que només reconeixen integrines quan es troben junt amb el seu lligam, o estan activades. Com que l'"empremta" que deixa un anticòs sobre el seu objectiu és d'aproximadament 3nm de diàmetre, la resolució d'aquesta tècnica és molt baixa. Això no obstant, els anticossos anomenats LIBS (Ligand-Induced-Binding-Sites) demostren, inequívocament, que aquests canvis exagerats en la forma de la integrina sí que es donen.

## Funció
Les integrines tenen dues funcions principals:
· La unió de la cèl·lula a la MEC.
· La transmissió del senyal des de la MEC a la cèl·lula.
Però, també es veuen involucrades en moltes altes activitats biològiques, com per exemple: immunodetecció d'antígens, migració cel·lular, i la unió de cèl·lules a determinats virus, com per exemple l'adenovirus, echovirus, hantavirus i virus del nas i la boca.
Una funció destacable de les integrines es pot observar en la molècula GPIIbIIIa, una integrina que es troba a la superfície de les plaquetes (trombòcits) responsables de l'encreuament de plaquetes a fibrina quan s'està tancant una ferida. Això canvia l'adhesió de la fibrina/fibrinogen i passa de ser poc adhesiva a formar una forta adhesió de manera ràpida i controlada. Però, tot i que la sang normalment és rica en plaquetes, el tancament d'una ferida no es dona espontàniament.
Aquesta és clarament una bona notícia. Per altra banda, i considerat igualment positiu, fins i tot les ferides menys profundes són bloquejades ràpidament per la massa de fibrina, plaquetes i eritròcits de la sang. El primer que succeeix en la formació de la crosta és la unió de les plaquetes al col·lagen exposat a la ferida, fet que dona lloc a la seva “activació” i es comença a formar. D'entre tots els esdeveniments moleculars que es donen durant l'activació, és destacable el canvi d'estat de la integrina GPIIbIIIa, incapaç d'unir-se al fibrinogen, cap a un estat actiu, en el qual és capaç d'unir-se fortament al fibrinogen/fibrina. Aquest és un punt remarcable: primer, la integrina GPIIbIIIa es troba tota dins d'una única plaqueta (aproximadament unes 50000 molècules). Després, s'augmenta l'afinitat de la integrina pel fibrinogen de manera destacable.
Aquest fet dona a canvis moleculars exagerats a l'estructura de la integrina GPIIbIIIa, causat parcialment per anticossos LIBS, que tenen l'abilitat d'unir GPIIbIIIa un cop s'ha donat l'activació de les plaquetes. Finalment, es concentra intensament a la regió de la ferida, i comença a tancar-se.

## Adhesió de la cèl·lula a la MEC
Les integrines adhereixen la MEC de fora la cèl·lula al citoesquelet (particularment als microfilaments) que es troba a l'interior de la cèl·lula. El lligam de la MEC, al qual la integrina es pot unir, es decideix bàsicament per quines subunitats α i β formen la integrina. D'entre tots els lligams als quals s'uneix, destaquen principalment la fibronectina, la vitronectina, el col·lagen i la laminina. La connexió entre la cèl·lula i la MEC probablement col·labori a fer que la cèl·lula realitzi forces d'atracció. L'abilitat de la cèl·lula per crear aquest tipus d'unió és, a més, molt important al camp de l'ontogènia.
L'adhesió de la cèl·lula a la MEC és un requeriment bàsic per a construir organismes pluricel·lulars. Però les integrines no són simplement un mecanisme per mantenir una unió, sinó que també donen a la cèl·lula senyals sobre com es troba l'estat del seu voltant. Junt amb els senyals provinents de receptors per factors de creixement solubles com VEGF, EGF, i molts altres, forcen la decisió cel·lular sobre quina acció biològica dur a terme, ja sigui d'adhesió, de moviment, de mort o de diferenciació. És precisament per aquesta raó que les integrines es troben al cor de molts processos biològics de la cèl·lula. L'adhesió de la cèl·lula ve donada per la formació de complexos d'adhesió cel·lular, que consisteixen en integrines junt amb moltes proteïnes citoplasmàtiques com la talina, la vinculina, la paxilina i l'alfa-actinina. Aquestes actuen a través de la regulació de cinases com, per exemple, la FAQ (cinasa d'adhesió focal) i els membres de la família de les cinases Src (es dona la fosforilació de substrats com el p130CAS i posteriorment, es recluten adaptors de senyals com, per exemple, el CRK). Aquests complexos d'adhesió s'uneixen al citoesquelet d'actina. Per tant, les integrines serveixen com a nexe entre el sistema de filaments d'actina de la Matriu Extracel·lular i la Intracel·lular, a través de la membrana plasmàtica.
Una de les funcions més importants de les integrines de superfície és la col·laboració en la migració cel·lular. Les cèl·lules s'adhereixen al substrat a través de les integrines. Durant el moviment, la cèl·lula estableix nous nexes amb el substrat que es troba enfront d'ella i, en canvi, deixa anar els substrats que es troben al seu darrere. Quan es troben separades del substrat, les molècules de les integrines són portades, per endocitosi, de nou a dintre de la cèl·lula. El cicle endocític és l'encarregat de transportar les integrines a través de l'interior de la cèl·lula fins al front, en el qual s'afegeixen de nou a la superfície. D'aquesta manera, es poden reutilitzar, fet que permet que la cèl·lula vagi renovant les seves unions en la seva part davantera.

## Transmissió de senyal
Les integrines tenen una funció importantíssima en la senyalització de la cèl·lula. La connexió amb les molècules de la MEC pot ser la causant que un senyal sigui dipositat a l'interior de la cèl·lula a través de proteïna-cinases que es troben indirecte i temporalment connectades amb el final intracel·lular de la molècula integrina, molt probablement seguint els canvis de forma directament estimulats per la unió amb la MEC.
Els senyals que rep la cèl·lula a través de la integrina poden tenir relació amb:
- Creixement cel·lular
- Divisió cel·lular
- Supervivència cel·lular
- Diferenciació cel·lular
- Apoptosi (mort cel·lular programada)

## Integrines vertebrades
Les següents són algunes de les integrines que trobem als vertebrats:
| Nom    | Sinònims                    | Distribució                                             | Lligams                                                     |
| α1β1   |                             | Molts                                                   | Col·lagens, lamininas.                                      |
| α₂β1   |                             | Molts                                                   | Col·lagens, laminines                                       |
| α₄β1   | VLA-4                       | Cèl·lules hematopoietiques                              | Fibronectina, VCAM-1                                        |
| α₅β1   | receptor de fibronectina    | dispersat                                               | fibronectina and proteinasas                                |
| α₆β1   | receptor de la laminina     | dispersat                                               | molècules de la matriu laminines                            |
| αLβ₂   | LFA-1                       | limfòcits T                                             | ICAM-1, ICAM-2                                              |
| αMβ₂   | Mac-1, CR3                  | Neutròfils and monòcits                                 | Serum proteïnes, ICAM-1                                     |
| αIIbβ₃ |                             | Plaquetes                                               | fibrinogen, fibronectina                                    |
| αVβ₃   | receptor de la vitronectina | cèl·lules endotelials activades, melanoma, glioblastoma | vitronectina, fibronectina, fibrinogen, osteopontina, Cyr61 |
| αVβ₅   |                             | esp. fibroblasts, cèl·lules epitelials                  | vitronectina i adenovirus                                   |
| αVβ₆   |                             | epiteli proliferant, esp. pulmó i fetge                 | fibronectina; TGFβ1+3                                       |
| α₆β₄   |                             | cèl·lules epitelials                                    | Laminina                                                    |

Les integrines Beta 1 interaccionen amb moltes cadenes d'integrines alfa. S'ha demostrat que durant els desenvolupament embrionari, una integrina pot substituir la seva funció per una altra, per permetre la supervivència. Algunes integrines es troben a la superfície cel·lular en un estat inactivat, i poden activar-se ràpidament, o poden passar a un estat capaç d'unir-se als seus lligams, gràcies a l'acció de citocines. Les integrines poden tenir diferents formes ben definides, també anomenades “estats conformacionals”. Un cop activades, l'estat conformacional canvia per estimular la unió del lligam que, llavors, activa els receptors, i també es dona un canvi de forma amb l'objectiu de transmetre senyals des de l'exterior a l'interior de la cèl·lula.

## Imatges addicionals

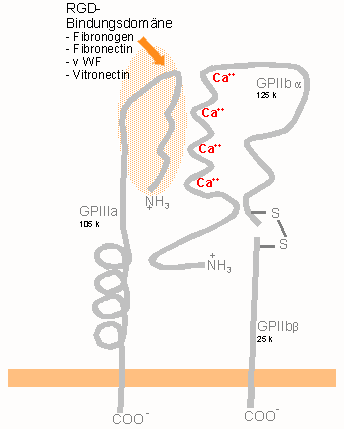
Integrina